# 3000.
3000. je prvo desetletje v 22. stoletju med letoma 3001 in 3010. 